# Zoë Straub

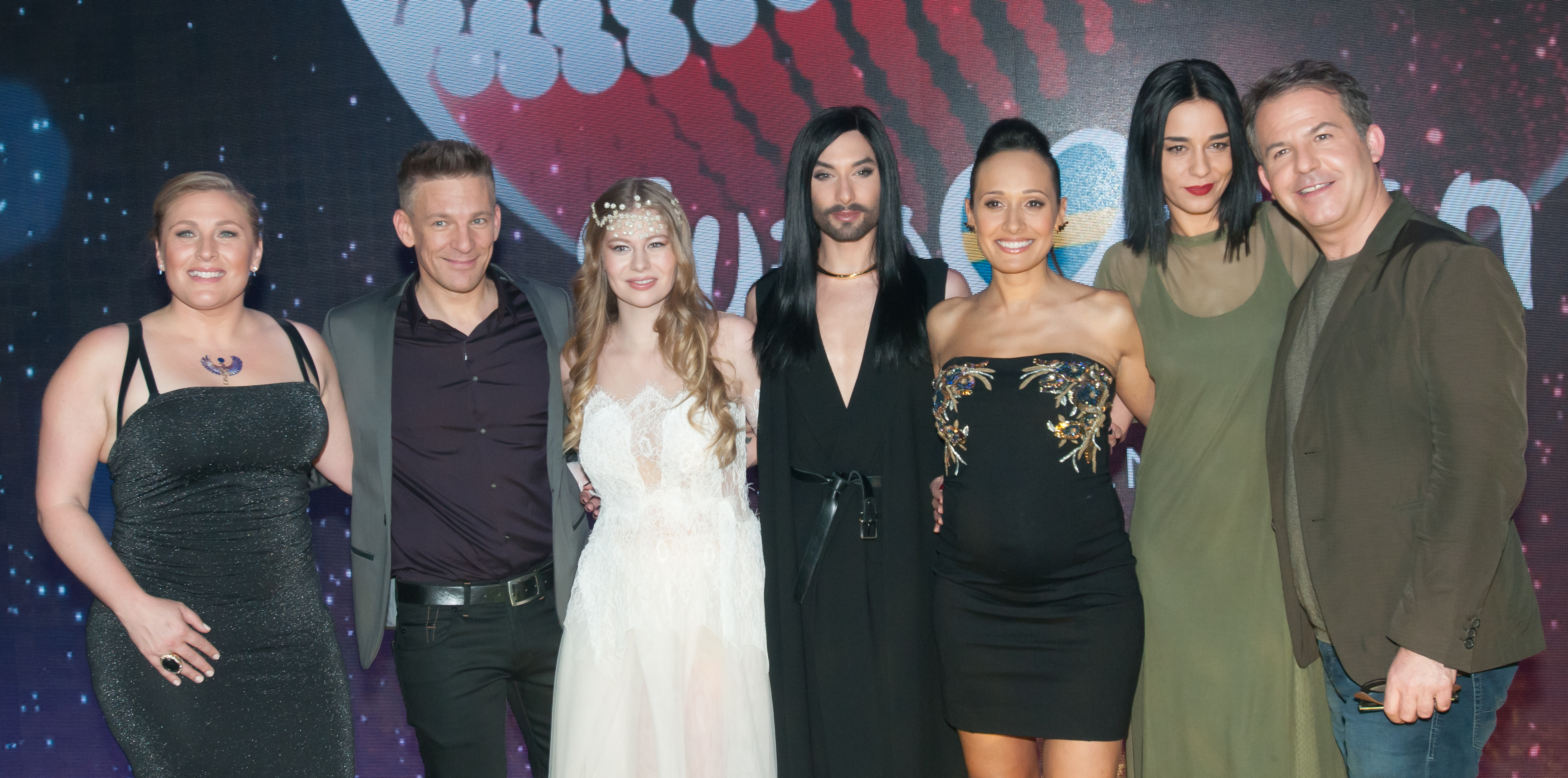
Straub en la final del Wer singt für Österreich?.

Zoë Straub (Viena, Austria; 1 de diciembre de 1996), conocida artísticamente como Zoë,  es una cantante, compositora y actriz austriaca. Su género musical es el pop, el pop francés y el electropop. Representó a Austria en el Festival de la Canción de Eurovisión 2016 con la canción «Loin d'ici».

## Biografía

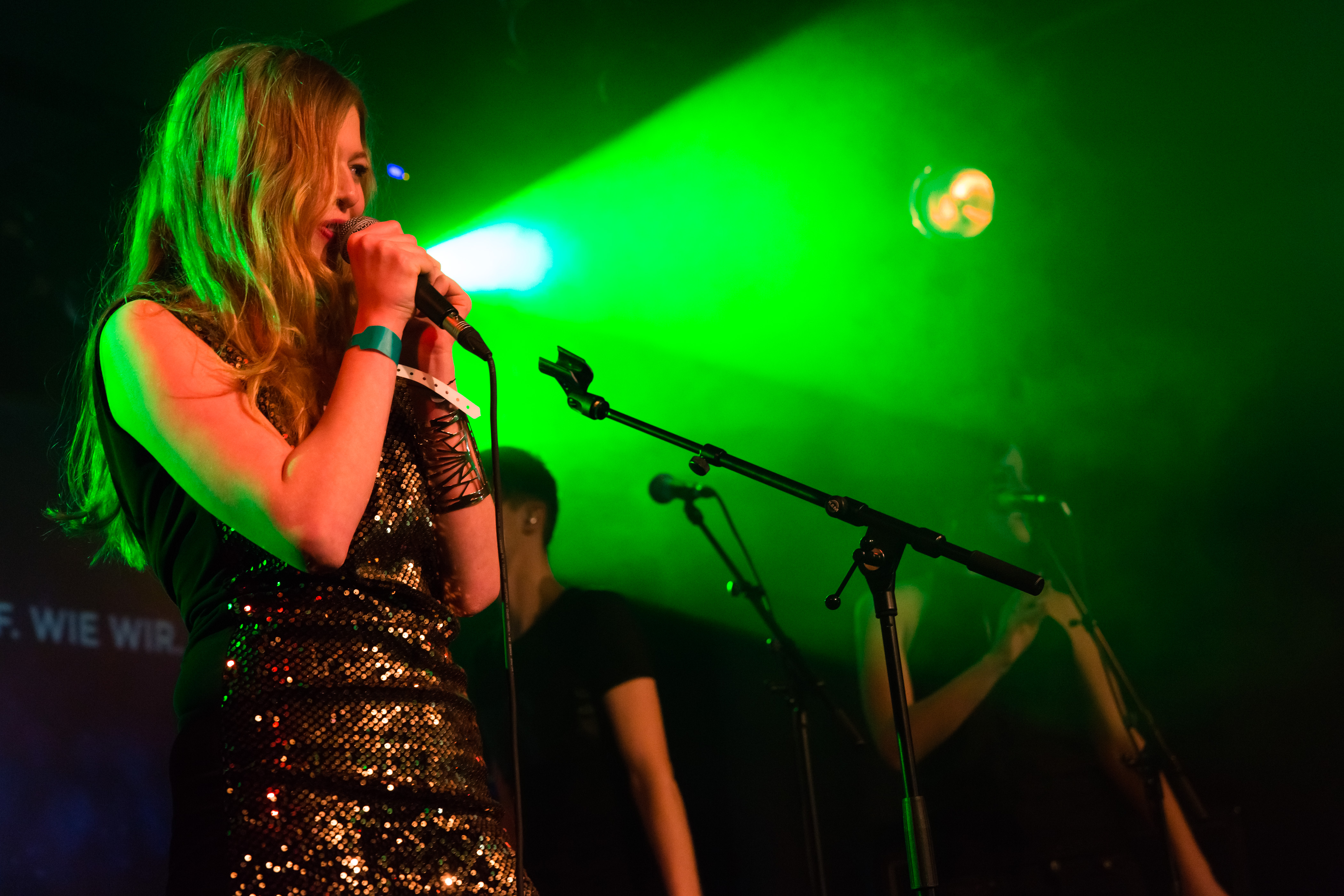
Zoë actuando en la final nacional austriaca, Wer singt für Österreich?, en 2015.

### Inicios
Nació en la capital austriaca de Viena, el día 1 de diciembre del año 1996. Sus padres son los cantantes, músicos y compositores Christof Straub y Roumina Wilfling, componentes del dúo Papermoon.
Desde muy niña tuvo una gran pasión por la música, inculcada por sus padres y con los cuales a la edad de seis años hizo su primer trabajo musical en una colaboración llamada «Doop Doop (Baby Remix)» para su grupo Papermoon. Tiempo más tarde en el 2007, participó en el concurso de talentos infantil Kiddy Contest emitido por el canal Plus 4, en el que interpretó la canción «Engel ohne Flügel» de la cantante alemana Nicole Hohloch. En ese mismo año entró a la escuela de secundaria «Lycée Français de Vienne» del distrito de Alsergrund, donde estuvo estudiando durante nueve años.

### Carrera profesional
Años más tarde, en 2015 estuvo trabajando como actriz con el papel de Laura, en cuatro capítulos de la primera temporada de la serie de televisión Vorstadtweiber, emitida por la primera cadena austriaca ORF eins. También compitió en la final nacional austriaca para la representación del país en el Festival de la Canción de Eurovisión 2015 Wer singt für Österreich?, donde quedó finalmente en tercer lugar con la canción «Quel filou», que fue escrita por ella y sus padres y que ha destacado por haber sido puntuada en las listas de sencillos Ö3 Austria Top 40 y porque la interpretó en vivo en una actuación dada en la Plaza del Ayuntamiento de Viena, en la misma semana que la ciudad estaba siendo sede del festival eurovisivo tras la victoria de Conchita Wurst.
Además de esa canción ha tenido otras destacadas, que han sido incluidas en su primer álbum debut titulado «Debut», con un total de 14 canciones, lanzado el día 23 de octubre de ese año, bajo el sello de la discográfica Global Rockstar Music y que logrado obtener el puesto número 5 en las listas Ö3 Austria Top 40. Con el lanzamiento de este álbum, ha estado haciendo su gira presentación por diversas ciudades del país.
En 2016, interpretó el papel de Rosa en la miniserie Pregau.
También en 2016, en su segunda participación en la final nacional austriaca Wer singt für Österreich? organizada por la emisora de radio-fusión Österreichischer Rundfunk (ORF), ganó con la canción titulada «Loin d'ici», escrita por ella misma junto a sus padres, por lo que representó a Austria en el Festival de la Canción de Eurovisión 2016, que se celebró en Estocolmo, Suecia. Quedó en 13.er puesto de un total de 42 países participando en la edición, 26 participando en la final.

## Discografía

### Álbum
| Título | Detalles                                                                                               | Posiciones |
| Título | Detalles                                                                                               | AT         |
| ------ | --- | ---------- |
| Debut  | - Lanzamiento: 23 de octubre de 2015 - Etiqueta: Global Rockstar Music - Formato: CD, descarga digital | 5          |

### Singles
| 2015                                                         | «Quel filou»           | 23 | Debut |
| 2015                                                         | "Je m'en fous"         | —  | Debut |
| 2015                                                         | «Mon cœur a trop aimé» | 12 | Debut |
| 2016                                                         | «Loin d'ici»           | —  | Debut |
| "—" indica un sencillo que no se evaluó o que no se publicó. |                        |    |       |

## Premios y nominaciones
Amadeus Austrian Music Awards
| Año  | Categoría                | Trabajo                | Resultado      |
| ---- | ------------------------ | ---------------------- | -------------- |
| 2016 | Artista Femenina del Año | —                      | Por determinar |
| 2016 | Canción del año          | «Mon cœur a trop aimé» | Por determinar |

## Filmografía

### Televisión
| Años | Título         | Papel | Notas                                          |
| ---- | -------------- | ----- | ---------------------------------------------- |
| 2015 | Vorstadtweiber | Laura | Primera temporada, episodios 4–8 (4 episodios) |
| 2016 | Pregau         | Rosa  | Miniserie; posproducción                       |